# Postura de la amazona

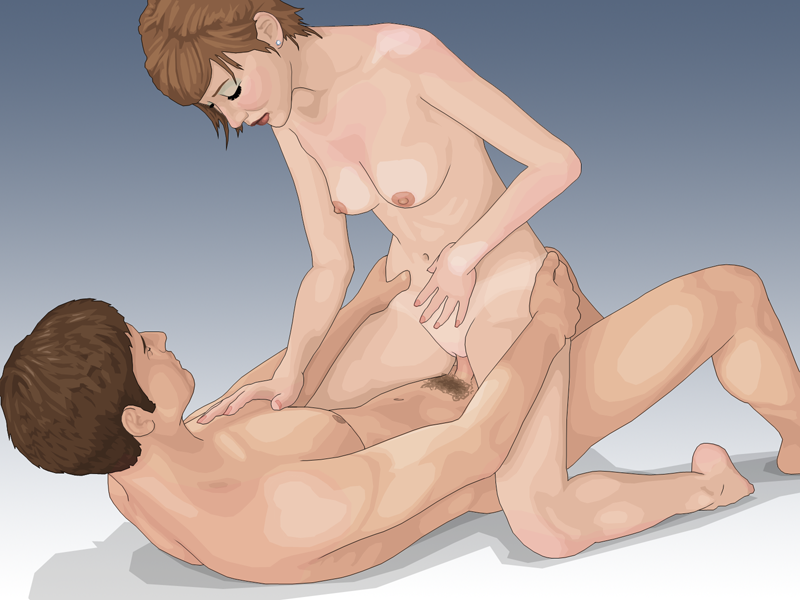
Postura de la amazona.

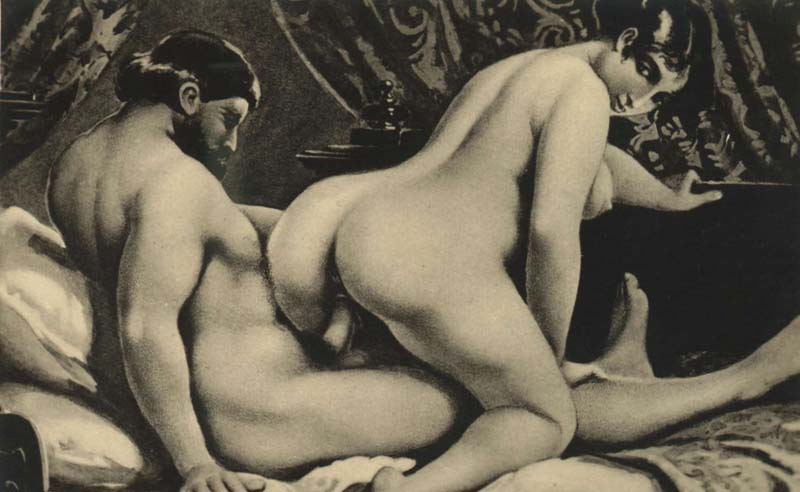
Variante de la postura de la amazona.

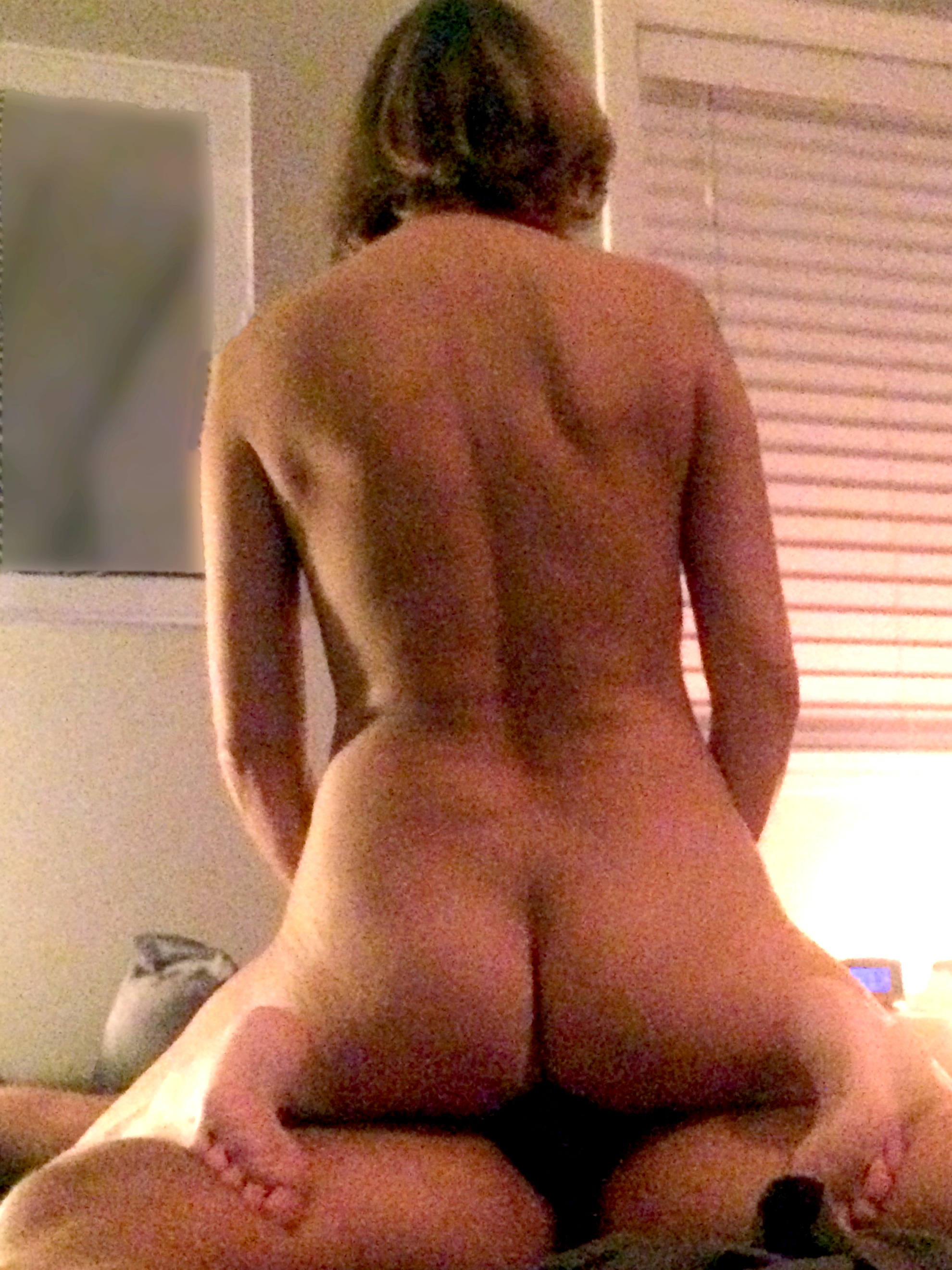

La postura de la amazona, también conocido como mujer arriba o posición de vaquera (postura de la mujer en la parte superior) es cualquier postura sexual en la que la mujer está en la parte superior de su pareja sexual durante el coito. A manera del jinete, de la amazona, la mujer adopta una posición activa. En esa posición, un hombre normalmente se acuesta sobre su espalda con sus piernas cerradas, mientras que la pareja extiende sus piernas a ambos lados, normalmente sobre las rodillas, con las pantorrillas hacia atrás, o sentada sobre el sexo de su pareja y las piernas derechas adelantadas. La posición de la amazona es comúnmente citada como una de las posiciones sexuales más populares, ya que las mujeres toman control sobre el ritmo de estimulación vaginal y el grado y la duración de la penetración, debido a su capacidad de estimular adecuadamente el clítoris. Hay otras posturas sexuales en las que la mujer puede estar en la parte superior, como la postura del 69 o el pompoir.

## Variaciones
Inicialmente, el hombre se acuesta boca arriba con las piernas juntas, mientras que la mujer se sienta a horcajadas sobre él en una posición de rodillas. Con las piernas de la mujer abiertas, el hombre o la mujer insertaban el pene erecto del hombre en la vagina de la mujer. Una vez que la mujer ha obtenido suficiente lubricación vaginal, se siente cómoda empujando el pene hacia arriba y hacia abajo y está en posición de variar su posición para obtener variedad y mayor placer. Ella puede, por ejemplo, inclinar su cuerpo hacia adelante hacia una posición completamente acostada o hacia atrás, o mecerse de lado. La mujer tiene control sobre el ritmo y la velocidad de sus embestidas. También puede abrir las piernas del hombre y colocarse entre ellas. En esta posición, ella puede apretar las piernas a voluntad, para aumentar la presión sobre el pene del hombre y su entrepierna, y el hombre también puede apretar las piernas para aumentar la presión. En esta posición, las piernas del hombre se pueden levantar libremente, tan alto como la posición de Amazonas, con las piernas enrolladas hacia su pecho, pero esto también debe hacerse con cuidado. Estos cambios pueden alterar la profundidad y el ángulo de penetración.
La mujer puede sentarse hacia atrás sobre el hombre y alterar su posición de manera similar.
La mujer también puede estar en la parte superior en un precursor de la posición coital lateral. En esta posición, la mujer generalmente preferirá arrodillarse, ya que una sentadilla generalmente ejercerá una tensión significativamente mayor en sus piernas.

### La posición del jinete
En la postura de la amazona o del jinete, el hombre se acuesta de espaldas o se sienta, con la mujer sentada a horcajadas sobre su pelvis mirando hacia adelante, ya sea de rodillas o en cuclillas. La mujer alineará su vagina con el pene erecto del hombre y se bajará sobre el pene con el hombre o la mujer guiando el pene hacia la vagina de la mujer para la penetración. Con el pene erecto dentro de la mujer, la mujer puede deslizarse hacia arriba y hacia abajo del pene del hombre, controlando el ritmo y el ritmo de la estimulación vaginal y la extensión y duración de la penetración. La mujer es libre de cambiar de posición; las posibilidades van desde inclinarse hacia atrás hasta estirarse sobre el pecho de su pareja o mecerse de lado a lado o con un movimiento circular. Cada uno de esos cambios alteraría el ángulo y la profundidad de la penetración y qué parte del área vaginal y los órganos sexuales se estimulan. Las manos del hombre están libres para alcanzar y tocar los senos, el clítoris, las nalgas, la cara, etc. de la mujer, y los socios pueden mantener el contacto visual. Con la mujer sentada o inclinada hacia atrás, el hombre también puede estimular sus pezones y clítoris con los dedos, o chuparle los pezones si ella se inclina hacia él o levanta el torso hacia ella.
En esta posición, una mujer puede continuar con el movimiento hacia arriba y hacia abajo después de que el hombre haya alcanzado el orgasmo hasta que lo alcance. Posteriormente, puede colapsar sobre el pecho del hombre, y su vagina es muy sensible a la estimulación adicional. Por otro lado, si la mujer alcanza el orgasmo antes que el hombre, la mujer puede levantar la pelvis para permitir que el hombre empuje activamente hacia arriba [5] o la pareja puede cambiar a una posición que permite que el hombre continúe empujando, como en la postura del misionero.

### Postura inversa del misionero

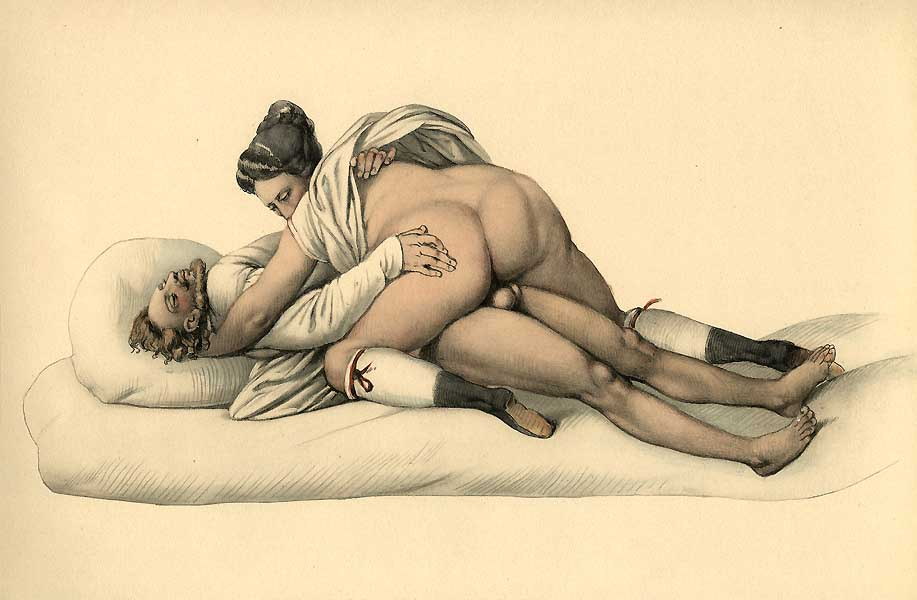
Representación de la posición de misionero por Johann Nepomuk Geiger (1840)

Cuando la amazona se echa sobre el pecho de su pareja, la mejor descripción es la posición del misionero al revés. Estirar las piernas sobre el hombre ejerce más presión sobre el pubis y el clítoris de la mujer. Si el hombre separa sus piernas, la mujer puede poner sus piernas entre las de él. En esta posición, ella puede aumentar la tensión en el pene del hombre presionando sus muslos juntos, o el hombre puede presionar los muslos de la mujer juntos. Esto aumenta la fricción vaginal pero aún puede controlar el ritmo y el ritmo de sus embestidas. A medida que la mayoría de las mujeres se acercan al orgasmo, experimentan contracciones vaginales agudas, que también aumentan la estimulación sexual del hombre al aumentar la tensión en su pene.

## Ventajas
Una de las ventajas de esta postura es que un hombre grueso puede permanecer recostado y su pareja se coloca a la amazona, con menor rozamiento. También se ha dicho que esta posición es ideal durante el embarazo, ya que no hay presión sobre el abdomen de la mujer, y es fácil para la embarazada controlar la profundidad y la velocidad de penetración. También son útiles si el hombre se está recuperando de una grave enfermedad o una cirugía o si la mujer ha dado a luz recientemente.

## Galería
El sexo con la mujer en la parte superior de la pareja se ha conocido en la mayoría de las culturas y en todos los tiempos. El arte popular y no tan popular así lo ha representado en vasijas, pinturas o dibujos: 

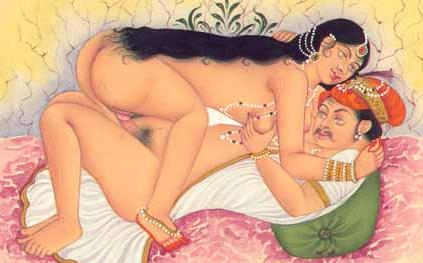
Mujer en posición superior en el Kama Sutra
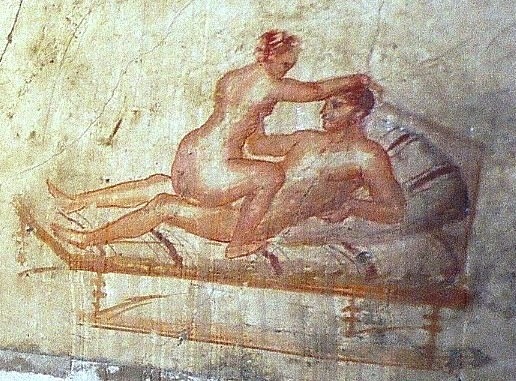
La posición de la amazona fue muy popular en las vasijas de Pompeya, 62-79 d.C.)
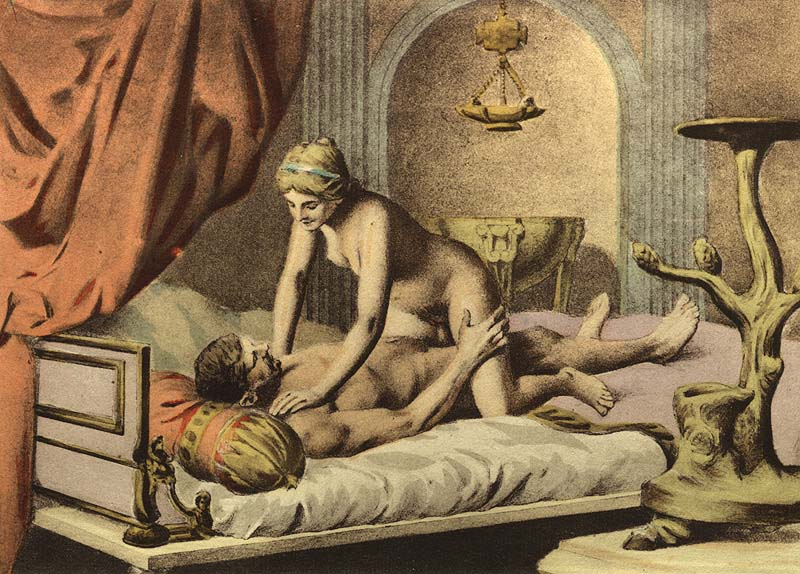
Édouard-Henri Avril representa a una mujer en posición superior.
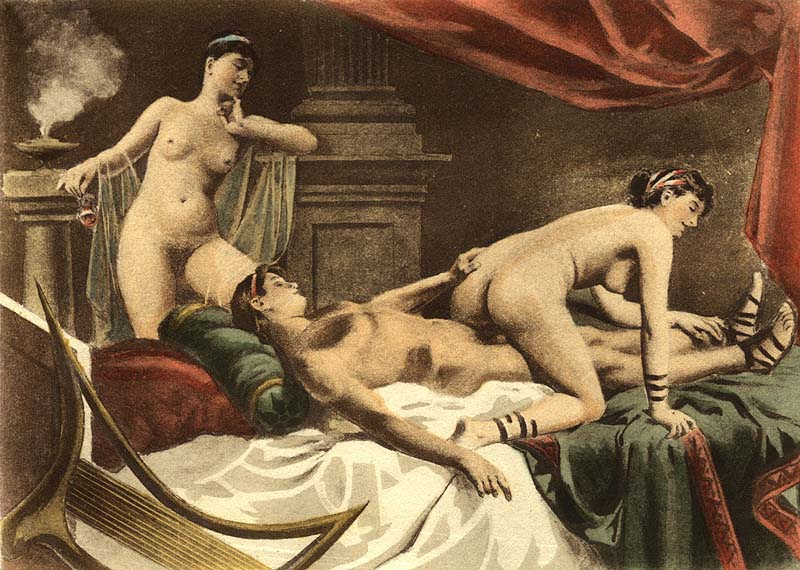
Imagen de Édouard-Henri Avril.

## Sentada del revés
Una mujer sentada en el regazo de la pareja puede mantener una relación sexual o un juego previo. Es raro que un hombre se siente dando la espalda a una mujer, aunque no lo sea para recostar la cabeza.
La erótica de la posición de la persona sentada en el regazo es un factor que se aprovecha, por ejemplo, en los clubes de estriptis en forma de baile de regazo, en el que una persona (generalmente una mujer) rodea a otra y gira sus extremidades inferiores provocadoramente.